# Nocera Terinese
Nocera Terinese é uma comuna italiana da região da Calábria, província de Catanzaro, com cerca de 4.707 habitantes. Estende-se por uma área de 46 km², tendo uma densidade populacional de 102 hab/km². Faz fronteira com Amantea (CS), Cleto (CS), Falerna, Lamezia Terme, Martirano Lombardo, San Mango d'Aquino.

## Demografia
| Variação demográfica do município entre 1861 e 2011                               |
|                                                                                   |
| Fonte: Istituto Nazionale di Statistica (ISTAT) - Elaboração gráfica da Wikipedia |